# Schattenberg (Gemeinde Bleiburg)
Schattenberg ist eine Ortschaft in der Gemeinde Bleiburg in Kärnten in Österreich.
Der kleine Ort befindet sich südöstlich von Bleiburg in einer Talmulde, die südlich an das Bleiburger Feld anschließt. Schattenberg liegt auch nahe der Grenze zu Slowenien, weshalb der Ort auch zu einem der Tatorte des Massakers von Bleiburg wurde. Im Mai 2016 verweilte ein Teil der kroatischen Regierung in Schattenberg und gedachte der Opfer.

## Persönlichkeiten
- Paul Apovnik (* 1935), österreichisch-slowenischer Jurist, Publizist und Lexikograph

Koordinaten: 46° 33′ N, 14° 49′ O